# Forte Ricasoli
Forte Ricasoli (Forti Rikażli in maltese, Fort Ricasoli in inglese) è una fortificazione che si trova a Calcara sull'isola di Malta.

## Storia
Ubicato sul promontorio all'ingresso sud del Porto Grande, sul lato opposto di Forte Sant'Elmo, venne progettato dall'ingegnere militare Maurizio Valperga e edificato tra il 1670 e il 1693 a spese del cavaliere ospitaliere italiano Giovanni Francesco Ricasoli da cui prese il nome.
Nel XIX secolo il forte fu oggetto di lavori di espansione da parte degli inglesi i quali costruirono casematte per cannoni, torrette, postazioni e caserme per la guarnigione di stanza: sino al 1870, la fortezza venne presidiata da 700 ufficiali e soldati. Durante la seconda guerra mondiale il forte subì ingenti danni ad opera dei bombardieri tedeschi.

## Forte Ricasoli nei mass media
Forte Ricasoli è stato usato come location per ambientare la città di Approdo del Re nella serie Il Trono di Spade, per ricostruire parte del Colosseo ne Il gladiatore e la città di Troia nel film Troy. Inoltre, è stato usato per girare le scene dell'assedio di Tolone, la prima vittoria di Napoleone, nel film Napoleon.